# Aprendizaje de idiomas basado en las tareas
La enseñanza de idiomas basada en tareas (TBLT), también conocida como instrucción basada en tareas (TBI), se centra en el uso del lenguaje auténtico para completar tareas significativas en el idioma de destino.  Tales tareas pueden incluir visitar a un médico, realizar una entrevista o llamar al servicio de atención al cliente para pedir ayuda. La evaluación se basa principalmente en el resultado de la tarea (la realización adecuada de tareas del mundo real) más que en la precisión de las formas lingüísticas prescritas. Esto hace que el TBLT sea especialmente popular para desarrollar la fluidez de la lengua meta y la confianza del estudiante. Como tal, el TBLT se considera una rama de la enseñanza comunicativa de idiomas (CLT).

## Origen
El aprendizaje de idiomas basado en tareas tiene sus orígenes en la enseñanza comunicativa de idiomas y es una subcategoría de esta. Los educadores adoptaron el aprendizaje basado en tareas por una variedad de razones. Algunos pasaron a un plan de estudios basado en tareas con el objetivo de desarrollar la capacidad del estudiante para expresar significado, mientras que otros querían hacer que el lenguaje en el aula fuera verdaderamente comunicativo, en lugar de la pseudo-comunicación que resulta de actividades en el aula sin conexión directa con situaciones de la vida real. Otros, como Prabhu en el Proyecto Bangalore, pensaban que las tareas eran una manera de aprovechar los mecanismos naturales de los estudiantes para la adquisición de un segundo idioma, y no les preocupaba tanto la comunicación en la vida real.
TBLT fue popularizado por NS Prabhu mientras trabajaba en Bangalore, India, según Jeremy Harmer.  Prabhu notó que sus estudiantes podían aprender el idioma con la misma facilidad con un problema no lingüístico que cuando se concentraban en cuestiones lingüísticas. Entre los principales académicos que han realizado investigaciones en esta área están Teresa P. Pica, Martin East y Michael Long .

## Definición de una tarea
En las décadas de 1970 y 1980, el concepto conocido como "actividad comunicativa" fue posteriormente reemplazado por el término "tarea", y desde entonces ha sido definido de diversas maneras por varios académicos. Willis (1996) definió una tarea como una actividad basada en un objetivo que requiere que los estudiantes utilicen los recursos lingüísticos para lograr un propósito, lo que conduce a un resultado. Por ejemplo, jugar juegos y resolver problemas y dilemas, entre otros. Ellis (2003) define una tarea como un plan de trabajo que implica un procesamiento pragmático del lenguaje, utilizando los recursos lingüísticos del estudiante y prestando atención al significado, y que resulta en una evaluación de su función comunicativa al final. David Nunan (2004) adopta definiciones proporcionadas por otros expertos y distingue dos tipos de tareas: tareas objetivas y tareas pedagógicas. Las tareas objetivas son aquellas que implican realizar algo fuera del aula y en el mundo real; mientras que las tareas pedagógicas están relacionadas con las actividades que los estudiantes realizan en el aula y responden al procesamiento del lenguaje objetivo o al input. Nunan sugiere que las tareas pueden ser no lingüísticas. Él mismo define la tarea pedagógica como una actividad en el aula que un estudiante realiza para comprender y producir el lenguaje objetivo, transmitir significado y no preocuparse demasiado por la forma. Por otro lado, Long (1985) define una tarea como las cosas que las personas hacen en su vida cotidiana.
Según Rod Ellis, una tarea tiene cuatro características principales: 
1. Una tarea implica un enfoque primario en el significado (pragmático).
2. Una tarea tiene algún tipo de "brecha". (Prabhu identificó los tres tipos principales: brecha de información, brecha de razonamiento y brecha de opinión).
3. Los participantes eligen los recursos lingüísticos necesarios para realizar la tarea.
4. Una tarea tiene un resultado no lingüístico claramente definido.

La función del curso o proyecto, como indica su nombre, es indicar la tarea. Los profesores y desarrolladores de planes de estudio deben tener en cuenta que la atención prestada al formulario, ya sea gramática o diccionario, aumenta en general, lo que permite a los estudiantes prestar atención a la tarea y detectar y corregir errores y/o buscar oportunidades de idioma en los diccionarios y gramáticas. Aunque puede haber varios campos donde se puede crear un curso basado en tareas, aquí hay un esquema básico:

### Tarea
En la tarea previa, el docente presentará lo que se espera de los estudiantes en la fase de tarea. Además, en la forma "débil" de TBLT, el profesor puede preparar a los estudiantes con vocabulario clave o construcciones gramaticales, aunque esto puede significar que la actividad es, en efecto, más similar a la práctica presente más tradicional (PPP). paradigma. En las lecciones de aprendizaje "fuerte" basadas en tareas, los alumnos son responsables de seleccionar ellos mismos el lenguaje apropiado para cualquier contexto determinado. Los instructores también pueden presentar un modelo de la tarea, ya sea realizándola ellos mismos o presentando una imagen, audio o video que demuestre la tarea. 
Durante la fase de tarea, los estudiantes realizan la tarea, normalmente en grupos pequeños, aunque esto depende del tipo de actividad. A menos que el profesor desempeñe un papel particular en la tarea, su papel suele limitarse al de observador o consejero, lo que la convierte en una metodología más centrada en el estudiante. 
Si los alumnos han creado productos lingüísticos tangibles, por ejemplo, texto, montaje, presentación, grabación de audio o vídeo, pueden revisar el trabajo de los demás y ofrecer comentarios constructivos. Si se establece que una tarea se extenderá durante períodos de tiempo más largos, por ejemplo, semanas, e incluye ciclos iterativos de actividad constructiva seguidos de revisión, TBLT puede verse como análogo al aprendizaje basado en proyectos . 
Según NS Prabhu, hay tres categorías principales de tareas: brecha de información, brecha de razonamiento y brecha de opinión. 
Actividad de brecha de información, que implica una transferencia de información determinada de una persona a otra (o de una forma a otra, o de un lugar a otro), que generalmente requiere la decodificación o codificación de información desde o hacia el lenguaje. Un ejemplo es el trabajo en parejas en el que cada miembro de la pareja tiene una parte de la información total (por ejemplo, una imagen incompleta) e intenta transmitirla verbalmente al otro. Otro ejemplo es completar una representación tabular con información disponible en un texto determinado. La actividad a menudo implica también la selección de información relevante, y es posible que los alumnos tengan que cumplir criterios de integridad y corrección al realizar la transferencia.

Actividad de brecha de opinión, que implica identificar y articular una preferencia, sentimiento o actitud personal en respuesta a una situación determinada. Un ejemplo es la finalización de la historia; otro participa en la discusión de un tema social. La actividad puede implicar el uso de información fáctica y la formulación de argumentos para justificar la propia opinión, pero no existe un procedimiento objetivo para demostrar que los resultados son correctos o incorrectos, ni ninguna razón para esperar el mismo resultado de diferentes personas o en diferentes ocasiones. 

## Recepción
Según Jon Larsson, al considerar el aprendizaje basado en problemas para el aprendizaje de idiomas, es decir, el aprendizaje de idiomas basado en tareas: 

... Una de las principales virtudes del ABP es que muestra una ventaja significativa sobre los métodos tradicionales en cómo se mejoran las habilidades comunicativas de los estudiantes. La capacidad general de interacción social también se ve afectada positivamente. La mayoría estará de acuerdo en que estos son dos factores centrales en el aprendizaje de idiomas. Al crear un curso de idiomas en torno a tareas que requieren que los estudiantes actúen, interactúen y se comuniquen, es de esperar que sea posible imitar algunos de los aspectos del aprendizaje de un idioma "in situ", es decir, en un país donde realmente se habla. Ver cómo aprender un idioma en un entorno así es generalmente mucho más efectivo que enseñar el idioma exclusivamente como lengua extranjera, esto es algo que, con suerte, sería beneficioso.
Larsson continúa diciendo:
Otra gran ventaja del ABP es que anima a los estudiantes a obtener un sentido de comprensión más profundo. El aprendizaje superficial es a menudo un problema en la educación de idiomas, por ejemplo cuando los estudiantes, en lugar de adquirir una idea de cuándo y cómo usar qué vocabulario, aprenden todas las palabras que necesitarán para el examen de la próxima semana y luego las olvidan rápidamente.
En un aula de ABP, esto se combate introduciendo siempre el vocabulario en una situación del mundo real, en lugar de palabras en una lista, y activando al estudiante; Los estudiantes no son receptores pasivos de conocimientos, sino que deben adquirirlos activamente. El sentimiento de ser parte integral de su grupo también motiva a los estudiantes a aprender de una manera que rara vez logra la perspectiva de un examen final.
El aprendizaje basado en tareas beneficia a los estudiantes porque está más centrado en ellos, permite una comunicación más significativa y, a menudo, proporciona el desarrollo de habilidades prácticas extralingüísticas. Como es probable que las tareas les resulten familiares a los estudiantes (por ejemplo, visitar al médico), es más probable que se involucren, lo que puede motivarlos aún más en su aprendizaje del idioma. </link>
Según Jeremy Harmer, las tareas promueven la adquisición del lenguaje a través de los tipos de lenguaje e interacción que requieren. Harmer dice que aunque el maestro puede presentar el lenguaje en la tarea previa, los estudiantes son en última instancia libres de usar las estructuras gramaticales y el vocabulario que quieran. Esto les permite, afirma, utilizar todo el idioma que conocen y están aprendiendo, en lugar de sólo el "lenguaje objetivo" de la lección.  Por otro lado, según Loschky y Bley-Vroman, las tareas también pueden diseñarse para hacer que ciertas formas objetivo sean "esenciales para la tarea", lo que hace que sea comunicativamente necesario que los estudiantes practiquen su uso.  En términos de interacción, se ha demostrado que las tareas con brechas de información en particular  para promover la negociación del significado y la modificación del resultado.  
Según Plews y Zhao, el aprendizaje de idiomas basado en tareas puede ser afectado en la práctica por una implementación mal informada y adaptaciones que alteran su naturaleza fundamental. Dicen que las lecciones se cambian con frecuencia para que se parezcan más a lecciones tradicionales de presentación, práctica y producción dirigidas por un maestro que a lecciones basadas en tareas. 

## Conferencias y organizaciones profesionales.
Como consecuencia del interés generalizado en la enseñanza basada en tareas, la Conferencia Internacional Bienal sobre Enseñanza de Idiomas basada en Tareas se lleva a cabo cada dos años desde 2005. Las conferencias anteriores se llevaron a cabo en Bélgica,  Estados Unidos,  Inglaterra,  Nueva Zelanda,  Canadá,  y la conferencia de 2017 está programada para realizarse en Barcelona, España.  Estos eventos promueven la investigación teórica y práctica sobre TBLT. Además, la Asociación Japonesa para la Enseñanza de Idiomas tiene un grupo de interés especial dedicado al aprendizaje basado en tareas,  que también ha organizado su propia conferencia en Japón.

## Enfoques relacionados con la enseñanza de idiomas
- El aprendizaje basado en problemas (ABP) es una pedagogía centrada en el estudiante en la que los estudiantes aprenden sobre un tema en el contexto de problemas complejos, multifacéticos y realistas.
- La instrucción basada en contenido (CBI) incorpora materiales y tareas auténticos para impulsar la enseñanza del idioma.
- El aprendizaje integrado de contenidos y lenguas (CLIL) es un enfoque para aprender contenidos a través de una lengua adicional (extranjera o segunda), enseñando así tanto la materia como la lengua. La idea de sus defensores era crear un "término general" que abarcara diferentes formas de utilizar la lengua como medio de instrucción. [19]
- La enseñanza de idiomas apoyada en tareas (TSLT) también incorpora tareas como parte central de la lección. Sin embargo, mientras TBLT sigue la secuencia previa, tarea y postarea, TSLT utiliza el modelo Presente-Práctica-Producir como columna vertebral y luego agrega una tarea como actividad para practicar elementos lingüísticos en la etapa de producción. [20] En la práctica, algunas personas todavía confunden TSLT con TBTL.